# Auguste Lefranc

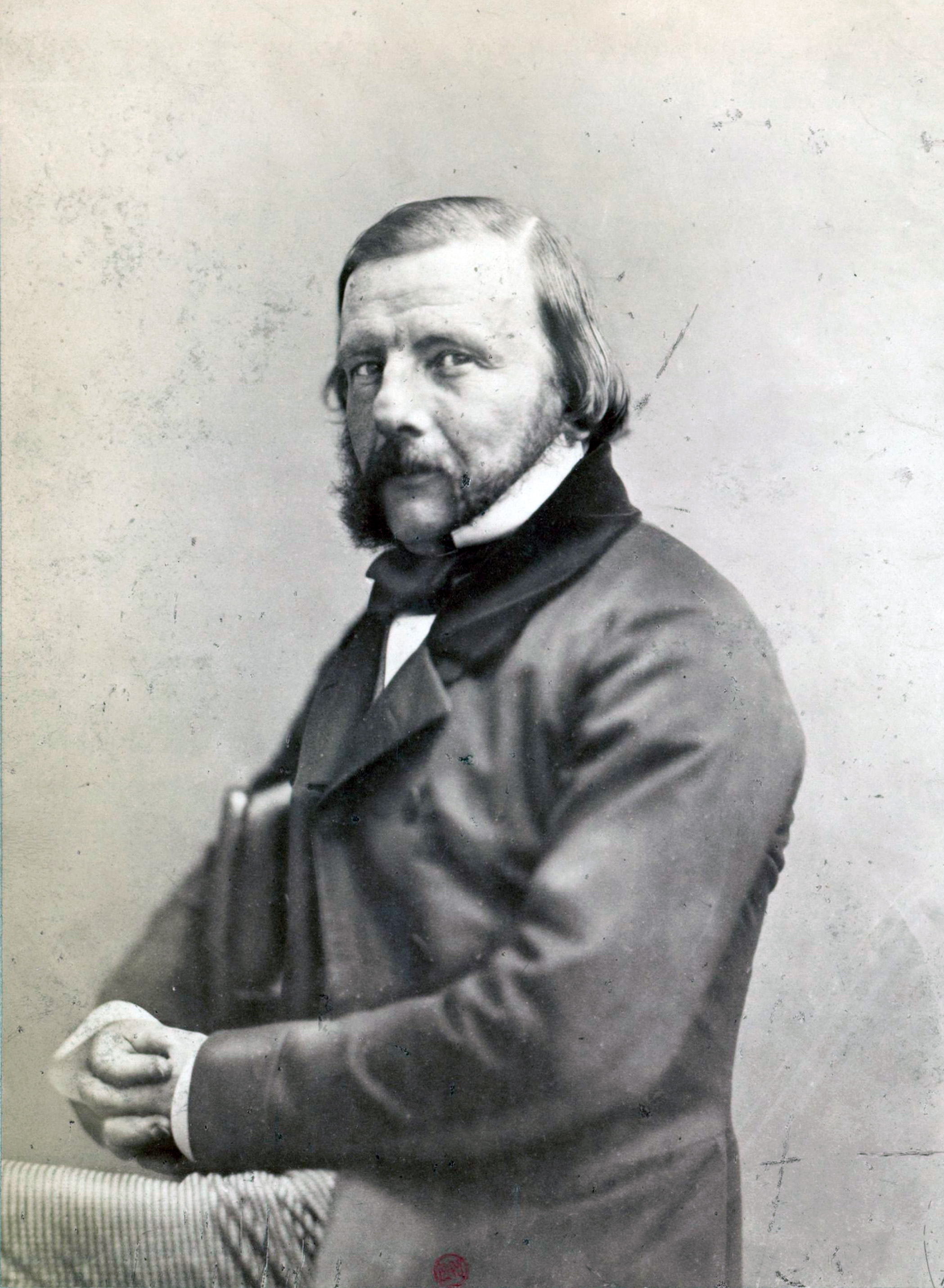
Auguste Lefranc

Pierre-Charles-Joseph-Auguste Lefranc, född den 2 februari 1814 i Bussières (Saône-et-Loire), död den 15 december 1878 i Suresnes (Seine), var en fransk lustspelsförfattare och tidningsman.
Lefranc skrev i samarbete med Eugène Labiche en mängd vådeviller, bland annat Une femme tombée du ciel (1836), L’enfant de quelqu’un (1847; "Den faderlöse", 1861) och Un ut de poitrine (1853; "Det höga C", 1858).